# Hipertensión pulmonar persistente
La hipertensión pulmonar persistente (HPP) es un estado fisiopatológico caracterizado por el mantenimiento de una presión arterial elevada de forma anormal en la circulación pulmonar después del nacimiento, que la consecuencia más importante que trae es el cortocircuito derecha - izquierda por el agujero oval y por el conducto arterioso.

## Causas
- Mala adaptación
  - Asfixia perinatal.
  - Síndrome de aspiración de meconio.
  - Neumonía.
  - Infecciones.
  - Enfermedad de la membrana hialina.
  - Estado de choque.
- Muscularización excesiva
  - Hipoxia fetal crónica
  - Hipertensión pulmonar fetal.
  - Cierre intrauterino del conducto arterioso.
  - Hipertensión sistémica fetal.
  - Cardiopatías congénitas asociadas.
- Hipodesarrollo
  - Hipoplasia pulmonar.
  - Infecciones intrauterinas.
- Obstrucción del flujo pulmonar
  - Policitemia.
  - Hiperviscocidad.
  - Estenosis de las venas pulmonares.
  - Coartación de la aorta.[1]

## Cuadro clínico
- Cianosis
- Taquicardia
- Polipnea
- Labilidad vascular
- Disminución de los reflejos primarios
- Toma del estado general[1]

## Complicaciones
- Hemorragia cerebral
- Convulsiones
- Hipoacusia
- Retardo del desarrollo psicomotor
- Bloqueo aéreo
- Displasia broncopulmonar
- Falla renal
- Trastorno de la coagulación
- Alteraciones del equilibrio ácido-básico
- Hipoglicemia e hiperglicemia
- Infecciones
- Muerte súbita[1][4]